# 岡崎一郎
岡崎 一郎（おかざき いちろう、本名：野呂 道則〈のろ みちのり〉1950年4月10日 - ）は、日本の右翼活動家、テロリスト、勤皇主義者。思川 清風（おもいがわ せいふう）というペンネームを用いることもある。

## 経歴
1950年（昭和25年）4月10日、青森県青森市で生まれる。
1975年（昭和50年）、政治団体・國衛塾創立。政治結社・國粹青年隊（八木沢由雄会長、矢代和剣隊長、柏谷知一事務局長、総本部：東京都港区六本木）の横浜支部長に就任。この頃、横浜青年政治研究会（通称・横青研（よこせいけん）（代表・蜷川一誠（現・蜷川正大（21世紀書院代表）））の勉強会で野村秋介を知る。一水会の阿部勉、学純同事務局長の長谷川光良、国防青年隊会長の渡辺康司などとも知り合う。
1977年（昭和52年）、國粹青年隊・神奈川県本部長に就任。横浜・川崎を中心に、神奈川県青少年愛国者連盟（通称・神青連（しんせいれん））を設立。又、日本の都道府県単位では初めての民族派協議体である神奈川県維新協議会（議長・小早川久之、事務局長・蜷川一誠の）の結成に参画、副議長に就任。同年10月、國粹青年隊総本部・隊長補佐に就任。
1978年（昭和53年）、民族派活動に専念するため、神奈川県本部を実兄の岡崎道雄（本名：野呂道夫）に譲り、中村忠志を伴って栃木県へ転居。同年8月、國粹青年隊栃木県本部を結成。本部長に就任（事務局長・中村忠志）。
1983年（昭和58年）、國粹青年隊総本部・事務局長に就任。隊長補佐兼任。総本部の実務に専念する為、栃木県本部長を中村忠志に委譲。
1985年（昭和60年）、國粹新聞編集長に就任。不定期刊行だった機関紙『國粹新聞』を月刊で発行。
1986年（昭和61年）4月29日、赤坂の防衛庁裏にある檜町公園にて惹起した檜町公園事件を計画した。実行役の中村忠志が誤爆し重傷を負い、会長・八木沢由雄（1987年（昭和62年）10月14日没）に説得され警視庁に出頭。「爆発物取締罰則違反罪」で起訴。東京地裁にて懲役6年の実刑判決。横浜刑務所に服役。
1992年（平成4年）8月、横浜刑務所を満期で出所。実質的には、1986年に刑期が決定した時点で國粹青年隊を脱退していたが、当時会長であった矢代和剣（2009年（平成21年）12月31日没）に請われ、参議に就任。その後、諮問委員に昇格。
1997年（平成9年）から、大東塾・不二歌道会の組織する「みやこ奉仕団」にて宮中勤労奉仕に参加。
1998年（平成10年）、栃木県黒磯市（現・那須塩原市）に建設された練成道場「承陽館」内に、物故者を祀る「國粹神社」を建立、宮司に就任。
2000年（平成12年）、門下生の人見仁に大愛塾塾長を委譲。人見仁は現在、まことむすび奉仕団の団長を務めている。
2002年（平成14年）からまことむすび奉仕団を組織し、毎年、皇居勤労奉仕活動を行っている。
その他、青少年の健全育成を目的に大愛塾（だいあいじゅく）を創立。また、勤皇精神を涵養するため、まことむすび会を組織。

## 著書
- 歌集『國風（くにぶり）- 戊寅合同歌集』壱岐坂歌会・櫻風亭歌會 編、所収「ふるさと津軽を行く」10首（野呂道則）、㈱国風 発行（1998年5月25日）
- 『燃えよ祖国』通巻110号 渡邉康司君 (国防青年隊初代会長) 七回忌追悼号、所収「君、秋葉の守り神となりしか」一編（野呂道則）、21世紀書院 発行（発行人 蜷川正大）

| スタブアイコン | サブスタブ | この項目は、まだ閲覧者の調べものの参照としては役立たない、人物に関連した書きかけの項目です。この項目を加筆・訂正などしてくださる協力者を求めています（P:人物伝/PJ:人物伝）。 |